# Дигидроортофосфат магния
Дигидроортофосфат магния — неорганическое соединение, кислая соль металла магния и ортофосфорной кислоты с формулой Mg(H2PO4)2, бесцветные гигроскопичные кристаллы, растворимые в воде, образует кристаллогидраты.

## Получение
- Растворение в ортофосфорной кислоте гидроксида или оксида магния:

{\displaystyle {\mathsf {Mg(OH)_{2}+2H_{3}PO_{4}\ {\xrightarrow {}}\ Mg(H_{2}PO_{4})_{2}+2H_{2}O}}}
{\displaystyle {\mathsf {MgO+2H_{3}PO_{4}\ {\xrightarrow {}}\ Mg(H_{2}PO_{4})_{2}+H_{2}O}}}

## Физические свойства
Дигидроортофосфат магния образует бесцветные кристаллы.
Образуется кристаллогидраты состава Mg(H2PO4)2•nH2O, где n = 2, 4, 6.